# Marta Pagnini
Marta Pagnini, född 21 januari 1991 i Florens i Italien, är en italiensk gymnast.
Hon var med och tog OS-brons i trupp i rytmisk gymnastik i samband med de olympiska gymnastiktävlingarna 2012 i London. Pagnini var även med och tävlade i trupp i rytmisk gymnastik vid gymnastiktävlingarna vid OS 2016 i Rio de Janeiro där Italien slutade på en fjärdeplats.